# Episodi di Dicte (terza stagione)
La terza e ultima stagione della serie televisiva Dicte, composta da 10 episodi, è stata trasmessa in prima visione assoluta in Danimarca sul canale TV 2 dal 22 agosto al 24 ottobre 2016. A seguire, il 31 ottobre, è stato trasmesso anche un aggiuntivo episodio speciale, Et kig bag kulissen.
In Italia, la stagione è andata in onda dal 12 gennaio al 9 febbraio 2017 sul canale pay Fox Crime.
| n°                            | Titolo originale               | Titolo italiano                       | Prima TV Danimarca | Prima TV Italia |
| ----------------------------- | ------------------------------ | ------------------------------------- | ------------------ | --------------- |
| 1                             | Efter brylluppet - del 1       | Dopo il matrimonio - 1ª parte         | 22 agosto 2016     | 12 gennaio 2017 |
| 2                             | Efter brylluppet - del 2       | Dopo il matrimonio - 2ª parte         | 29 agosto 2016     | 12 gennaio 2017 |
| 3                             | I Wagners fodspor - del 1      | L'eredità di Wagner - 1ª parte        | 5 settembre 2016   | 19 gennaio 2017 |
| 4                             | I Wagners fodspor - del 2      | L'eredità di Wagner - 2ª parte        | 12 settembre 2016  | 19 gennaio 2017 |
| 5                             | Når sindet bliver sygt - del 1 | Schizofrenia - 1ª parte               | 19 settembre 2016  | 26 gennaio 2017 |
| 6                             | Når sindet bliver sygt - del 2 | Schizofrenia - 2ª parte               | 26 settembre 2016  | 26 gennaio 2017 |
| 7                             | Afhængighedens pris - del 1    | Il prezzo della dipendenza - 1ª parte | 3 ottobre 2016     | 2 febbraio 2017 |
| 8                             | Afhængighedens pris - del 2    | Il prezzo della dipendenza - 2ª parte | 10 ottobre 2016    | 2 febbraio 2017 |
| 9                             | Enhver mand er en ø - del 1    | Persecuzione - 1ª parte               | 17 ottobre 2016    | 9 febbraio 2017 |
| 10                            | Enhver mand er en ø - del 2    | Persecuzione - 2ª parte               | 24 ottobre 2016    | 9 febbraio 2017 |
| Speciale: Et kig bag kulissen | Speciale: Et kig bag kulissen  |                                       | 31 ottobre 2016    | inedito         |